# Кальдерон, Тего
Те́го Кальдеро́н (исп. Tego Calderón, настоящее имя Теги Кальдеро́н Росарио (исп. Tegui Calderón Rosario); 1 февраля 1972) — пуэрто-риканский реггетон-исполнитель и актёр.

## Ранняя жизнь
Тего родился в городе Сантурсе, Пуэрто-Рико в семье школьного учителя и работницы департамента здравоохранения. В молодом возрасте переехал в Майами, где на него повлияли многие музыкальные жанры. Тего обучился игре на барабанах и начал играть в рок-группе, которая была схожа с Led Zeppelin и Оззи Озборном. Он отметил, что его родители были поклонниками Исмаэля Риверы, и что его отцу всегда нравился джаз. В конце концов он разработал такой стиль музыки, который объединил в себе элементы сальсы, дэнсхолла, и хип-хопа, уделив особое внимание городской жизни в его лирике.

## Ранняя музыкальная карьера
Тего появлялся на альбомах других рэперов, что позволило ему подписать контракт с звукозаписывающим лейблом White Lion. В 2002 году после занятий вокалом он выпускает свой первый сольный полноформатный альбом El Abayarde. Несмотря на то, что реггетон считался андерграундным жанром, альбом был продан тиражом более 50 000 копий после его выхода, установив рекорд продаж. Через три месяца после выхода El Abayarde, Кальдерон организовал свой первый концерт.

## 2005 — настоящее время
В 2005 и 2006 годах Тего принял участие в параде на День Пуэрто-Рико в Нью-Йорке. Летом 2005 года Кальдерон подписал соглашение между Atlantic Records и его собственным независимым лейблом Jiggiri Records, сделав себя первым реггетон-исполнителем, имеющим дело с большой звукозаписывающей компанией.

## Музыкальный стиль
Кальдерон также известен благодаря своим текстам, которые хранят в себе особый смысл и поднимают настроение, в отличие от остальных текстов других исполнителей, которые полны насилия и ненависти к женщинам. Кальдерон был описан как «чемпион реггетона из афро-карибского рабочего класса».

## Фильмография
| Год  | Название             | Роль     | Примечания                            |
| ---- | -------------------- | -------- | ------------------------------------- |
| 2007 | Def Jam: Icon        | камео    | озвучивание                           |
| 2007 | Illegal Tender       | Чоко     | дебют                                 |
| 2007 | Bling: A Planet Rock | камео    | документальный фильм / DVD            |
| 2009 | Бандиты              | Лео Тего | главная роль / короткометражный фильм |
| 2009 | Форсаж 4             | Лео Тего | камео                                 |
| 2011 | Форсаж 5             | Лео Тего | роль второго плана                    |
| 2017 | «Форсаж 8»           | Лео Тего | камео                                 |

## Дискография
| Год  | Название                                                     | Чарты                                             |
| ---- | ------------------------------------------------------------ | ------------------------------------------------- |
| 2003 | El Abayarde                                                  | #17 (Latin), #29 (Independent), #47 (Heatseekers) |
| 2004 | El Enemy De Los Guasíbiri                                    | #5 (Latin), #14 (Heatseekers)                     |
| 2006 | The Underdog/El Subestimado                                  | #2 (Latin), #43 (Billboard)                       |
| 2007 | El Abayarde Contraataca                                      | #6 (Latin), #136 (Billboard)                      |
| 2012 | The Original Gallo Del País — O.G. El Mixtape                | #64 (Latin)                                       |
| 2012 | Jiggiri Records presents La Prole: Con Respeto A Mis Mayores |                                                   |
| 2013 | El Que Sabe, Sabe                                            |                                                   |